# Урожайная (станция, Сахалин)
Урожайная (в кодификаторах встречается вариант «Урожайная-Сахалинское») — железнодорожная станция Сахалинского региона Дальневосточной железной дороги. Названа по одноимённому селу, в котором расположена.

## История
Станция открыта в 1930 году в составе пускового участка Чехов-Сахалинский — Томари под названием Минамитомон. В 1946 году после перехода станции под контроль СССР станция получила современное название.

## Деятельность
Пассажирское сообщение по станции представлено пригородными дизель-поездами сообщением Холмск-Северный — Томари (2 пары, курсирующие по понедельникам, пятницам и субботам). Грузо-пассажирский поезд Южно-Сахалинск — Холмск на станции не останавливается.
По параграфу по станции предусмотрены небольшие грузовые отправления.